# Индекс автомобильных номеров Республики Абхазия

## Советский период, 1990-е и начало 2000-х гг
В советское время в Абхазской АССР использовались номера, ничем не отличавшиеся от номеров в остальной части Грузинской ССР (серии ГА, ГГ, ГД и ГР). Несмотря на то, что серия номерных знаков АИ была зарезервирована для Абхазии ещё в 80-х, когда начал использоваться новый стандарт (1977 г.) на автомобильные номера, реально такие номера стали выдаваться только после отделения Абхазии от Грузии в начале 1990-х.

## Современные номера

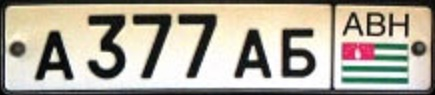

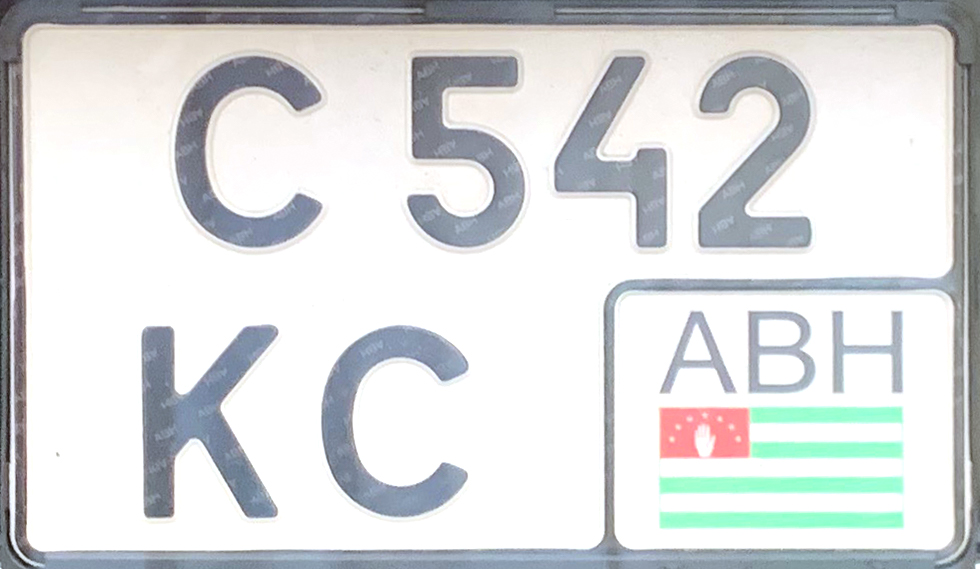

Современные абхазские номера, выдаваемые с 2006 года, аналогичны российским по размерам и шрифту и строятся по принципу — 1 буква, 3 цифры, 2 буквы. Последние две буквы означают серию номерного знака. Для использования на знаках разрешены 12 букв кириллицы, имеющих графические аналоги в латинском алфавите — А, В, Е, К, М, Н, О, Р, С, Т, У и Х, а также буква Б, используемая в серии номеров АБ, применяемой для автомобилей государственных структур, в частности, МВД (а также для лиц, приближенных к госструктурам). В правой части номерного знака, в обособленном четырёхугольнике, расположены: в нижней части — флаг Республики Абхазия, а в верхней — неофициальный (отсутствует в ISO) код республики ABH.

### Другие типы номеров

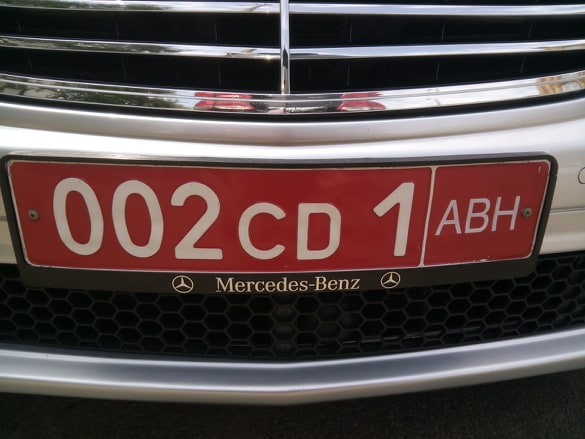
Дипломатический номер

Кроме номеров, выдаваемых автомобилям, в Абхазии также существуют номера для прицепов, мотоциклов, транзитные, дипломатические, номера милиции и военные номера.
- Автомобили абхазской армии имеют регистрационные номера вида:

XХХХ ВС ABH,
где XХХХ — произвольный набор цифр (кроме 0000).
В отличие от схожих по стилю номеров автомобилей Вооружённых сил России и Южной Осетии, где символы выполнены белым цветом, а фон чёрным, в абхазской армии автомобильные номера выполняются обычной раскраской (чёрным по белому). Хотя в старой вариации (без флага и аббревиатуры ABH) номера выполнялись белым по чёрному и имели вид: XXXX РА, где XХХХ — произвольный набор цифр (кроме 0000).
- Номера прицепов, мотоциклов и автомобилей милиции в Абхазии абсолютно аналогичны российским, но вместо региона рисуется флаг Абхазии.

- Номера тракторов и прочей спецтехники по форме и формату повторяют советские прицепные, но выполняются на оранжевом фоне; часто используемое буквосочетание — АТ.

- Транзитные номера имеют тот же формат, что и автомобильные, но выполняются на светло-оранжевом фоне, используемые буквы: Т ццц РН, где ц — цифра.

- Дипломатические номера также аналогичны российским, но вместо региона посреди прямоугольника надпись «ABH». Кодировка государств: 001 —  Россия, 002 —  Южная Осетия.